# Rudnia (sielsowiet Mikołajewo)
Rudnia (biał. Рудня; ros. Рудня) – wieś na Białorusi, w obwodzie witebskim, w rejonie miorskim, w sielsowiecie Mikołajewo.

## Historia
W czasach zaborów wieś w gminie Stefanpol, w powiecie dzisieńskim, w guberni wileńskiej Imperium Rosyjskiego. Pod koniec XIX wieku należała do Wasieńki, wcześniej do Kamieńskich.
W latach 1921–1945 wieś a następnie kolonia leżała w Polsce, w województwie wileńskim, w powiecie dziśnieńskim, w gminie Stefanpol, a od 1926 roku w gminie Mikołajów.
Według Powszechnego Spisu Ludności z 1921 roku zamieszkiwały tu 53 osoby, wszystkie były wyznania prawosławnego i zadeklarowały białoruską przynależność narodową. Było tu 14 budynków mieszkalnych. W 1931 w 14 domach zamieszkiwało 71 osób.
Wierni należeli do parafii prawosławnej w Stefanpolu. Miejscowość podlegała pod Sąd Grodzki w Dziśnie i Okręgowy w Wilnie; właściwy urząd pocztowy mieścił się w Stefanpolu.
W wyniku napaści ZSRR na Polskę we wrześniu 1939 miejscowość znalazła się pod okupacją sowiecką. 2 listopada została włączona do Białoruskiej SRR. Od czerwca 1941 roku pod okupacją niemiecką. W 1944 miejscowość została ponownie zajęta przez wojska sowieckie i włączona do Białoruskiej SRR.
Od 1991 w składzie niepodległej Białorusi.